# Letis nycteis
Letis nycteis är en fjärilsart som beskrevs av Achille Guenée 1852. Letis nycteis ingår i släktet Letis och familjen nattflyn. Inga underarter finns listade i Catalogue of Life.